# Imre Nagy
Imre Nagy (uttalas [nåddj]), född 7 juni 1896 i Kaposvár, Österrike-Ungern, död 16 juni 1958 i Budapest, Ungern (avrättad), var en ungersk politiker.

## Biografi
Imre Nagy var en av de främsta ledarna för kommunistpartiet i Ungern, men han kritiserade stalinismen och Sovjetunionens kontroll över Ungern. Nagy bildade den 27 oktober 1956 en nationell regering i samband med ungernrevolten. Nagy var ungersk premiärminister vid två tillfällen, 1953–1955 samt 1956.
När ungernrevolten slogs ned av Sovjetunionen, tog Nagy och 41 andra personer, däribland Georg Lukács, Géza Losonczy och László Rajks änka, Júlia, sin tillflykt till Jugoslaviens ambassad i Budapest. Ungerns nye ledare János Kádár, som tillsatts av Sovjetunionen, hade utlovat fri lejd och den 22 november lämnade Nagy ambassaden tillsammans med 39 andra flyktingar. Georg Lukács och två andra personer hade redan åkt. Trots Kádárs löften arresterades Nagy och de övriga flyktingarna omedelbart av sovjetiska soldater. De nya ungerska ledarna försökte övertala Nagy att avgå som premiärminister och erkänna den nya regeringen, men han vägrade. Efter fyra dagar flögs Nagy, hans familj och 30 av hans vänner till Rumänien där de hölls fångna på slottet Snagov. 
I april 1958 flögs Nagy tillbaka till Ungern. Han fängslades tillsammans med Pál Maléter, Miklós Gimes, József Szilágyi, Sándor Kopácsi och Géza Losonczy i Budapests centralfängelse. Kádár hade bestämt att fångarna inte skulle torteras. József Szilágyi avrättades två månader tidigare än de övriga. Géza Losonczy dog efter att ha inlett en hungerstrejk. Nagy vägrade att erkänna sig skyldig till anklagelserna, men han och de övriga dömdes till döden. Kopácsis straff ändrades dock till livstids fängelse. Den 16 juni 1958 hängdes Nagy tillsammans med Pál Maléter och Miklós Gimes. Nagy och de andra begravdes i omärkta gravplatser på allmänna begravningsplatsen i Budapest.

## Eftermäle
År 1989 fick Nagy återupprättelse och friades från alla anklagelser av Ungerns högsta domstol. Stoftet grävdes upp och Nagy fick en statsbegravning där mer än 100 000 människor deltog.

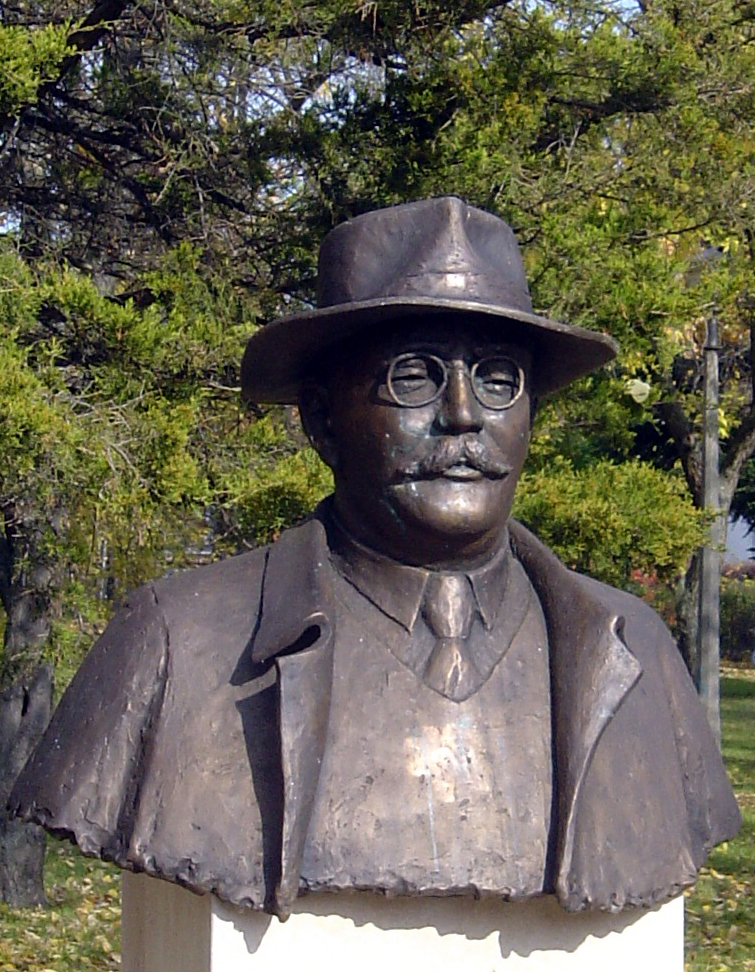
Byst föreställande Imre Nagy.

Historiker trodde länge att ryssarna hade det största ansvaret för att Nagy avrättades och att syftet var att avskräcka andra östeuropeiska ledare från att gå för långt. Enligt Victor Sebestyen, som skrivit en bok om ungernrevolten, finns det dock inga bevis för att det var så. Nikita Chrusjtjovs son, Sergej Chrusjtjov, sade att hans far blev "nedslagen", när Kádár ville avrätta Nagy och dokument som offentliggjordes på 1990-talet tyder också på att det främst var Kádár som ville se sin företrädare hängd. Ryssarna sköt gång på gång upp rättegången för att avrättningen inte skulle ske på ett för dem obekvämt tillfälle. I december 1957 uttryckte Chrusjtjov intresse att benåda Nagy vilket förfärade Kádár, men i maj 1958 gav Chrusjtjov till slut klartecken för att rättegången kunde inledas.
En film om Imre Nagy, Den obegravda kroppen, regisserades av Márta Mészáros 2004. Den visades för första gången i Sverige på Filminstitutet i Stockholm vintern 2005.
Idag finns en staty av Imre Nagy i närheten av parlamentet i Budapest, och på Père-Lachaise i Paris finns ett minnesmärke över honom.